# Biscoe
Biscoe és una població dels Estats Units a l'estat de Carolina del Nord. Segons el cens del 2010 tenia 1.700 habitants.

## Demografia
Segons el cens del 2000, Biscoe tenia 1.700 habitants, 535 habitatges i 393 famílies. La densitat de població era de 329,8 habitants per km².
Dels 535 habitatges en un 38,7% hi vivien nens de menys de 18 anys, en un 52,9% hi vivien parelles casades, en un 14,6% dones solteres, i en un 26,4% no eren unitats familiars. En el 21,7% dels habitatges hi vivien persones soles el 9,7% de les quals corresponia a persones de 65 anys o més que vivien soles. El nombre mitjà de persones vivint en cada habitatge era de 2,97 i el nombre mitjà de persones que vivien en cada família era de 3,42.
Per edats la població es repartia de la següent manera: un 28,6% tenia menys de 18 anys, un 11,2% entre 18 i 24, un 25,6% entre 25 i 44, un 19,5% de 45 a 60 i un 15,1% 65 anys o més.
L'edat mediana era de 34 anys. Per cada 100 dones de 18 o més anys hi havia 87,3 homes.
La renda mediana per habitatge era de 35.667 $ i la renda mediana per família de 37.500 $. Els homes tenien una renda mediana de 23.214 $ mentre que les dones 21.089 $. La renda per capita de la població era de 15.302 $. Entorn del 8,5% de les famílies i l'11,8% de la població estaven per davall del llindar de pobresa.

## Poblacions més properes
El següent diagrama mostra les poblacions més properes.